# فالنتين إيفانوف (حكم كرة قدم)
فالنتين إيفانوف (بالروسية: Валентин Валентинович Иванов)‏ هو لاعب كرة قدم روسي، ثم عمل حكماً لكرة القدم. ولد في 4 يوليو 1961. حكم في كأس العالم 2006 المبارة الشهيرة بين البرتغال، وهولندا (انتهت بفوز البرتغال 1-0)، وهي المبارة المعروفة بمعركة نورمبيرغ للخشونة التي حدثت فيها، مما جعل هذا الحكم يبرز 16 بطاقة صفراء، وأربعة حمراء في وجه اللاعبين، وهو ما يعتبر رقماً قياسياً في كأس العالم.
هو ابن لاعب كرة القدم الروسي فالنتين إيفانوف.

## روابط خارجية
- فالنتين إيفانوف على موقع قاعدة بيانات كرة القدم.إي يو (الإنجليزية)
- فالنتين إيفانوف على موقع Soccerway.com (الإنجليزية)